# Leia Dongue
Leia Tania do Bastião Dongue (Maputo, 24 maggio 1991) è una cestista mozambicana.

## Carriera
Con il Mozambico ha disputato i Campionati mondiali del 2014 e otto edizioni dei Campionati africani (2009, 2011, 2013, 2017, 2019, 2021, 2023, 2025).